# Martina Cariddi
Martina Basanta Cariddi (née à Madrid le 30 mai 2001), est une actrice espagnole de cinéma et de télévision connue pour son rôle de Mencía Blanco dans la série Netflix Élite,.

## Biographie
Martina Cariddi est née à Madrid le 30 mai 2001. C'est une actrice de père espagnol et de mère italienne. Elle commence dans le monde de l'interprétation en 2010 dans l'École municipale d'art dramatique de Madrid, avec des cours de théâtre. Plus tard, elle s'inscrit au Centre des Nouveaux Créateurs de Cristina Rota, où elle a suivi des cours d'interprétation de base au Studio Juan Codina, en suivant un cours d'art dramatique. En 2017 elle effectue sa première incursion dans le monde du spectacle, dans le film Le Gardien invisible, réalisé par Fernando González Molina (es).
En 2018 elle apparaît dans un épisode de la saison 19 de Cuéntame cómo pasó, dans le rôle de Laura. Un an plus tard, elle joue un petit rôle dans le long-métrage Lettre à Franco d'Alejandro Amenábar. En 2021 elle joue dans le court-métrage de Luis Grajera Muere padre muere.
En 2020 elle intègre la distribution de la quatrième saison de la série Netflix Élite, où elle interprète Mencía Blanco.

## Filmographie

### Cinéma
| Année | Titre                | Rôle         | Réalisateur                   | Notes         |
| ----- | -------------------- | ------------ | ----------------------------- | ------------- |
| 2017  | Le Gardien invisible | Fille du bus | Fernando González Molina (es) | Premier rôle  |
| 2019  | Lettre à Franco      | Concha       | Alejandro Amenábar            |               |
| 2021  | Muere padre muere    | Eva          | Luis Grajera                  | Court-métrage |

### Télévision
| Année       | Titre              | Rôle                     | Chaîne                     | Notes                                           |
| ----------- | ------------------ | ------------------------ | -------------------------- | ----------------------------------------------- |
| 2018        | Cuéntame cómo pasó | Laura                    | Télévision espagnole (TVE) | 1 épisode                                       |
| 2021 - 2022 | Élite              | Mencía Blanco Commerford | Netflix                    | Personnage principal, 22 épisodes (saisons 4-6) |

### Programmes
| Année | Titre              | Rôle          | Chaîne           | Notes              |
| ----- | ------------------ | ------------- | ---------------- | ------------------ |
| 2021  | El Show de Martina | Présentatrice | YouTube, Netflix | Backstage de Élite |